# Portrait féminin (La Perla)
Le Portrait féminin ou Perle de Modène (En italien : Perla di Modena) est un tableau de Raphaël peint vers 1520 et conservé à la Galerie Estense de Modène. 

## Histoire
La « Perle de Modène », faisait partie de plus de 27 000 œuvres présentes dans les caves du palais ducal d'Este, de Modène en Émilie-Romagne. 
Les archives de la galerie datant de 1663, mentionnaient déjà une « tête de Vierge » attribuée à Raphaël, le tableau n'avait jamais fait l'objet d'identification. 
L'œuvre réalisée sur commande du comte de Canossa a été longtemps considérée comme une copie de la sainte Famille du Musée du Prado, Cette tête de femme a été récemment identifiée par des experts italienscomme un fragment d'une composition originale de Raphaël, une première version de la Sainte Famille que l'artiste aurait peint entre 1518 et 1520, année de sa mort, témoignant de l'activité tardive du peintre à Rome.
À la suite de la mort prématurée du maître qui ne put réaliser probablement que l'esquisse, c'est un de ses disciples Giulio Romano qui termina l'œuvre qui néanmoins fut attribuée à Raphaël.

## Description
Le visage représente dégage douceur, sensualité et semble de la porcelaine.

## Sources
- Voir liens externes

http://www.art-test.it/1/la_perla_di_modena_raffaello_galleria_fotografica_23784.html